# لانا ويلسون
لانا ويلسون (بالإنجليزية: Lana Wilson)‏ هي صانعة أفلام أمريكية، ولدت في 1983.

## وصلات خارجية
- الموقع الرسمي
- لانا ويلسون على موقع IMDb (الإنجليزية)
- لانا ويلسون على موقع قاعدة بيانات الفيلم (الإنجليزية)